# Dronninglund
Dronninglund es un pueblo danés perteneciente al municipio de Brønderslev, en la región de Jutlandia Septentrional.
Tiene 3427 habitantes en 2017, lo que lo convierte en la tercera localidad más importante del municipio tras Brønderslev y  Hjallerup.
Recibe su nombre en honor a la reina consorte (dronning en danés) Carlota Amalia de Hesse-Kassel, quien en 1690 adquirió el castillo de Dronninglund, un antiguo monasterio benedictino del siglo XII que más tarde había pasado a ser palacete de campo. Actualmente el pueblo conserva este edificio como hotel y restaurante.
Se ubica unos 20 km al noreste de Aalborg, a medio camino entre Hjallerup y la costa más oriental de Vendsyssel-Thy, la isla donde Dronninglund se ubica.